# Miombo
Gozd Miombo je biomtropska in subtropska travišča, savana in makija (v shemi Svetovnega sklada za naravo), ki je razširjen v osrednji in južni tropski Afriki. Vključuje tri ekoregije gozdne savane (navedene spodaj), za katere je značilna prevladujoča prisotnost dreves rodov 00Brachystegia00 in 00Julbernardia00 in ima vrsto podnebij, od vlažnega do polsušnega, od tropskega do subtropskega ali celo zmernega. Drevesa v sušnem obdobju za kratek čas odvržejo liste, da zmanjšajo izgubo vode in ustvarijo naval novih listov tik pred začetkom deževne sezone z bogatimi zlatimi in rdečimi barvami, ki prikrivajo osnovni klorofil, kar spominja na jesenske barve v zmernem pasu.
Gozdovi Miombo se raztezajo po jugovzhodni osrednji Afriki, od [Angola|Angole]] na zahodu do Tanzanije na vzhodu, vključno z deli Demokratične republike Kongo, Malavija, Mozambika, Zambije in Zimbabveja. Na severu jih omejujejo vlažni kongoški gozdovi, na severovzhodu grmovje Acacia-Commiphora, na jugu pa polsušni gozdovi, travniki in savane.
Gozd je dobil ime po besedi miombo (množina, ednina muombo), bembaški besedi za vrsto Brachystegia. Drugi bantujski jeziki v regiji, kot sta svahili in šona, imajo sorodne, če ne celo enake besede, kot je svahili miyombo (ednina myombo). V teh gozdovih prevladujejo drevesa poddružine Detarioideae, zlasti miombo (Brachystegia), julbernardia in isoberlinia, ki jih redko najdemo zunaj gozdov miombo.
Gozdove miombo lahko razvrstimo kot suhe ali vlažne glede na letno količino in porazdelitev padavin. Suhi gozdovi se pojavljajo na območjih, ki prejmejo manj kot 1000 mm letnih padavin, večinoma v Zimbabveju, osrednji Tanzaniji, vzhodnem in južnem Mozambiku, Malaviju in južni Zambiji. Mokri gozdovi so tisti, ki prejmejo več kot 1000 mm letnih padavin, večinoma pa so v severni Zambiji, vzhodni Angoli, osrednjem Malaviju in zahodni Tanzaniji. Mokri miombo ima običajno višjo krošnjo (15 metrov ali več), večjo drevesno pokritost (60 % ali več pokritosti tal) in večjo vrstno raznolikost kot suhi miombo.

## Ekoregije
Trenutno so priznane tri ekoregije.
- Angolski vlažni gozdovi miombo – Angola
- Osrednji zambezijski vlažni gozdovi miombo – Angola, Burundi, Demokratična republika Kongo, Malavi, Tanzanija in Zambija
- Suhi gozdovi miombo – jugovzhodna Angola, Malavi, Mozambik, osrednja in južna Tanzanija, Zambija in Zimbabve. Ekoregija suhih gozdov miombo vključuje vzhodne gozdove miombo in južne gozdove miombo, ki jih je prej opredelil Svetovni sklad za naravo.[5]

## Flora in favna
Kljub relativno revnim tlom, dolgemu sušnemu obdobju in nizki količini padavin na nekaterih območjih je gozd dom številnim vrstam, vključno z več endemičnimi vrstami ptic. Prevladujoče drevo je miombo (Brachystegia spp.). Zagotavlja tudi hrano in zavetje sesalcem, kot so afriški savanski slon (Loxodonta africana), afriški hijenski pes (Lycaon pictus), črna grivasta antilopa (Hippotragus niger) in Lichtensteinova kama (Sigmoceros lichtensteinii).

## Ljudje
Gozdovi miombo so pomembni za preživetje mnogih podeželskih prebivalcev, ki so odvisni od virov, ki so na voljo v gozdu. Široka paleta vrst zagotavlja nelesne proizvode, kot so sadje, med, gobe, krma za živino in drva za kurjavo, različnim, večinoma bantujskim ljudstvom, kot so ljudstva Bemba, Lozi, Yao, Luvale, Shona in Luba.